# Solanum gayanum
Solanum gayanum là loài thực vật có hoa trong họ Cà. Loài này được (Remy) F. Phil. miêu tả khoa học đầu tiên năm 1881.